# كيكي لخدمة التوصيل
كيكي لخدمة التوصيل (باليابانية: (魔女の宅急便، ماجو نو تاكيوبين) و(بالإنجليزية: Kiki's Delivery Service)‏ فيلم رسوم متحركة ياباني (أنمي) أنتج عام 1989 من إخراج هاياو ميازاكي فيما قام بتنفيذ الرسوم الكرتونية إستديو جيبلي.

## القصة
في يوم هاديء كانت كيكي الصغيرة نائمة على العشب تستمع إلى راديو والدها الأحمر.لم تكن تستمع إلى شيء معين ولكن شدتها نشرة الأحوال الجوية لليلة...نعم الليلة القمر سيكون بدرا وهذا ما جعل كيكي تركض إلى منزل والديها لتخبر أمها أنها سوف ترحل الليلة عن قريتها...كانت عاده متبعه عند الساحرات فحين يبلغن من العمر 13 عاما يتركن بيتهن لمدة عام واحد للذهاب إلى أي مدينة أخرى لتعلم السحر واكتساب الخبرة...أسرعت كيكي لتحضير حقيبتها الصغيرة وارتدت رداء اسود لم تكن تحبه ولكن يجب على الساحرات ارتداءه. كانت كيكي سعيدة بأنها سوف تطير بالمكنسة التي حضرتها بنفسها ولكن والدتها أعطتها مكنسة أكبر وقالت لها هذه ستفيدك أكثر. وبهذا ودعت كيكي أهلها وأصدقاءها وانطلقت إلى مدينة جديدة وحياة جديدة ومغامرة جديدة. كان يرافقها في رحلتها قطها الأسود جيجي الذي كان يستطيع التحدث مع كيكي فقط أما أي إنسان آخر فلا يستطيع فهمه.
توجهت كيكي نحو الجنوب لأنها كانت تريد الذهاب إلى بلدة تطل على البحر وفي أثناء طيرانها هطل مطر غزير استدعى كيكي للتوقف داخل عربة قطار لتحتمي من المطر ولتنام قليلا..لم تكن تعلم الصغيرة أن القطار سيتحرك طوال الليل ومن حظها انه اتجه لبلدة تطل على البحر.. فرحت كيكي كثيرا لمنظر البحر واتجهت بسرعة إلى البلدة لاختيار مكان مناسب للسكن.
في أول يوم لكيكي في البلدة حصلت لها بعض المشاكل بعد أن عطلت سير المرور بطيرانها وكادت أن تأخذ مخالفة من الشرطة إلا أن صبي صغير يدعى تومبو ساعدها على الهرب. لم تكن كيكي راضية بلحاق تومبو لها وكانت غاضبة منه إلا أنه كان معجب بها كساحرة تستطيع الطيران وذلك أن حلم تومبو الكبير هو الطيران.
بعد استراحة قليلة للأكل توجهت كيكي وقطها إلى المدينة وهناك قابلت امرأة حامل كانت تنادي على امرأة أخرى تجر عربة طفل. لقد نسيت السيدة شيئا يخص طفلها في المخبز..لكن السيدة لم تسمع النداء فعرضت كيكي على المرأة الحامل توصيل الغرض إلى المرأة الأخرى بعصاتها. بعد أداء المهمة رجعت كيكي إلى المخبز فاستقبلتها السيدة اوسونو بكوب من القهوة وعرضت عليها أيضا ان تسكن في غرفة عندها في البيت. في الصباح اخبرت كيكي السيدة اوسونو انها تريد فتح عمل لها وهو خدمة توصيل الطلبات بالطيران. سعدت السيدة بالفكرة واقترحت على كيكي استخدام المحل وتلفونه للعمل مقابل اطعامها بدون اجرة الغرفة أو دفع فاتورة التلفون. فرحت كيكي كثيرا وبدأت العمل في خدمة توصيل الطلبات بالعصا.

## وصلات خارجية
- كيكي لخدمة التوصيل على موقع IMDb (الإنجليزية)
- كيكي لخدمة التوصيل على موقع ميتاكريتيك (الإنجليزية)
- كيكي لخدمة التوصيل على موقع روتن توميتوز (الإنجليزية)
- كيكي لخدمة التوصيل على موقع نتفليكس (الإنجليزية)
- كيكي لخدمة التوصيل على موقع قاعدة بيانات الأفلام العربية
- كيكي لخدمة التوصيل على موقع ألو سيني (الفرنسية)
- كيكي لخدمة التوصيل على موقع Turner Classic Movies (الإنجليزية)
- كيكي لخدمة التوصيل على موقع أول موفي (الإنجليزية)
- كيكي لخدمة التوصيل على موقع فيلمافينيتي (الإسبانية)
- كيكي لخدمة التوصيل على موقع قاعدة بيانات الأفلام السويدية (السويدية)

1. ↑  وصلة مرجع: https://www.filmaffinity.com/en/film583615.html. الوصول: 22 يونيو 2016.
2. ↑  "coming of age - Tag - Anime - Page 4 - AniDB".
3. ↑  "スタジオジブリの作品 - スタジオジブリ｜STUDIO GHIBLI". استوديو غيبلي. مؤرشف من الأصل في 2018-01-04. 原作 角野栄子
4. ↑  وصلة مرجع: https://www.bcdb.com/cartoon/20687-Majo_No_Takkyubin.html. الوصول: 22 يونيو 2016.
5. 1 2 3 4 5 6  وصلة مرجع: http://www.imdb.com/title/tt0097814/fullcredits.
6. ↑  وصلة مرجع: http://anidb.net/perl-bin/animedb.pl?show=anime&aid=286.